# Djuwa Mroivili
Djuwa Mroivili (Amsterdam, 1998) is een Nederlands pianist, docent en activist.
Mroivili's vader kwam van de Comoren en zij groeide op in Nederland. Sinds zij op haar veertiende van haar muziekdocente een stuk van Franz Schubert kreeg, was zij gegrepen door klassieke muziek. Zij studeerde piano aan het ArtEZ Conservatorium in Zwolle en deed daar in 2020 eindexamen. Ze onderzoekt hoe ze klassieke muziek toegankelijker kan maken en experimenteert met andere genres, zoals kamermuziek en muziek met kleine ensembles, om een breder publiek met muziek in aanraking te laten komen. Ze is een van de oprichters van Hungry, Angry, Late & Tired (HALT), een bestuursorgaan dat zich ArtEZ-breed inzet voor inclusie.

## Activisme
Aan de afdeling klassieke muziek van ArtEZ was Mroivili een van de weinige studenten van kleur. Als zwarte musicus speelt zij werk van witte componisten, die volgens haar een wereld vertegenwoordigen van onderdrukking en slavernij. Ze houdt zich bezig met onderzoek naar zwarte componisten, en de rol die communities kunnen spelen bij het ontwerpen van inclusief kunstonderwijs en een inclusieve kunstpraktijk.
Tijdens Keti Koti Club Right About Now @ De Nationale Opera in 2021 speelde ze  in De Nationale Opera muziek van verscheidene vergeten zwarte componisten van de Afrikaanse diaspora. Ook bij het Opera Forward Festival van De Nationale Opera en Ballet bracht ze, samen met countertenor Arturo den Hartog, een programma rond zwarte componisten. Een van hen is de Afro-Amerikaanse Florence Price, die volgens Podium Witteman als zwarte vrouw in de vorige eeuw niet de waardering kreeg die haar muziek verdiende. In de Concertgebouw Sessions speelde Mroivili het tweede deel uit haar Pianosonate in e.
Ter gelegenheid van de Black Achievement Month van 2021 presenteerde De Nationale Opera in samenwerking met Mroivili de performance Reclaiming Our Time. Geïnspireerd door de beroemde woorden van Maxine Waters in het Amerikaanse Congres in 2017 kwamen jonge Afrikaanse kunstenaars bij elkaar. Mroivili bracht samen met Arturo den Hartog muzikale composities van onder meer Margaret Bonds, Florence Price, Leslie Adams en Robert Nathaniel Dett, en speelde een speciaal voor haar geschreven compositie van de Zuid-Afrikaanse componist Neo Muyanga.
In februari 2022 voerde Mroivili met Arturo bij Podium Witteman werken uit van Margaret Bonds en Florence Price.

## Citaat
Toen ik ruim een jaar geleden het werk van Price ontdekte, was dat belangrijk voor me. Ik had voor het eerst het gevoel: deze componist wil dat ik haar werk speel en ik mag alles van mijzelf daarin leggen. Bij het spelen van muziek op het conservatorium ligt de nadruk er steeds op dat je moet weten wat een historisch correcte uitvoering is. Hoe speelden ze in de 18de eeuw? Maar ik dacht daarbij steeds: hoe kan dat nou, mijn hele aanwezigheid op het conservatorium is niet historisch correct. Ik dacht dat ik een indringer was. Maar Price, en die hele traditie van kritische kunstenaars, liet me zien: wat ik doe is niet nieuw, ik hoor hierbij.